# 福建省图书馆
福建省图书馆，简称闽图，加挂“福建省古籍保护中心”牌子，是中国大陆大型综合性公共图书馆之一，成立于大清宣统三年（1911年）。湖东路总馆位于中华人民共和国福建省福州市鼓楼区湖东路227号。而位于福州市鼓楼区东街28号的正谊书院是福建图书馆的旧馆址，现为福建省少年儿童图书馆。
现时福建省图书馆共分为湖东路场馆、正谊书院场馆，其中湖东路总馆占地面积6.51万平方米，共楼高3层。稻田书社分馆开放于2016年，位于福州市晋安区五四北稻田创业小镇A6守望楼二楼。

## 发展沿革

### 大清時期
光绪三十年（1906年）福州鳌峰校士馆（一作课士馆）附设的图书馆创建。
宣统三年三月（1911年4月）从鏊峰课士馆迁到越山书院旧址，取名为福建图书馆。成为独立的全省性的公共图书馆，隶属福建提学使司学务公所。

### 中華民國時期
民国元年（1912年），迁东街教育会会址。
民国二年（1913年），移至正谊书院。
民国三年（1914年），改馆名为福建公立第一图书馆。
民国十六年至民国三十五年间（20世纪20年代初），馆舍驻兵，藏书遭劫。后馆舍又充作教育厅厅址，馆务停办。
民国十七年（1928年）10月，在原址筹办省立图书馆。
民国十八年（1929年）元旦，恢复开馆，定名福建公立图书馆；4月，参加中华图书馆协会；8月，更名为福建省立图书馆；9月，发起和组建福建图书馆协会，主持协会活动。
民国廿五年（1936年）12月，兼设民众学校，由馆员执教。
民国廿七年（1938年）春，迁沙县，在永安设流通书站。
民国三十四年（1945年）11月，迁回福州东街原址。
民国三十八年（1949年）8月17日，中国人民解放军占领福州，省军管会文教部接管福建省立图书馆。

### 中華人民共和國時期
1952年，改名福建省人民图书馆。
1953年，正式命名为福建省图书馆。
1978年，馆舍面积扩大为10998平方米。
1999年11月，新馆奠基。
1995年10月，新馆建成使用。
2023年4月，湖东路场馆改建竣工，改扩建后面积4.13万平方米。

## 馆藏资源
截至2022年底，福建省图书馆现有馆藏纸质文献412万册（件）、中外文电子书刊报4.3万种，数字资源库85个，对外服务数字资源总量累计约835TB。

## 公共交通
地铁：
- 4号线、F1线：东门站

巴士：
- 湖东路总馆：省图书馆站
- 稻田书社分馆：三盛果岭站